# 中南暗沙
中南暗沙因位于南中国海中沙群岛南部，故名。整个暗沙全部在海面以下，最浅处水深约272米。1983年公布名称为“中南暗沙”。